# Mohoidae
I Mohoidi (Mohoidae Fleischer, James and Olson, 2008) sono una famiglia estinta di uccelli passeriformi, endemici delle isole Hawaii.

## Descrizione

Moho nobilis.

Le specie ascritte alla famiglia erano caratterizzate da dimensioni medie (dai 20 cm del moho di Kauai agli oltre 30 cm delle altre specie), anche e soprattutto in virtù della lunga coda: questi uccelli mostravano testa arrotondata, lungo becco sottile, appuntito e lievemente ricurvo, zampe lunghe e forti e coda a losanga generalmente lunga quanto il corpo.

Mentre il kioea ed il già citato moho di Kauai presentavano colorazione bruna screziata, le varie specie di moho erano di colore nero, spesso con presenza di bianco sulla coda e di ciuffi erettili gialli ai lati del petto, paragonabili a quelli delle paradisee del genere Epimachus. Curiosamente, nonostante la colorazione vivace di alcune specie, questi uccelli mostravano un dimorfismo sessuale poco accentuato.

## Distribuzione e habitat
La famiglia era endemica delle Hawaii, col kioea che abitava verosimilmente tutto l'arcipelago (anche se tutti i resti attualmente disponibili provengono dall'isola di Hawaii) e le varie specie di moho che abitavano ciascuna una propria isola.

## Biologia
Le specie ascritte alla famiglia erano diurne e abitavano la foresta pluviale montana, dove si nutrivano perlopiù di nettare e piccoli insetti reperiti nelle corolle dei fiori, per suggere il quale possedevano una serie di adattamenti.

## Tassonomia

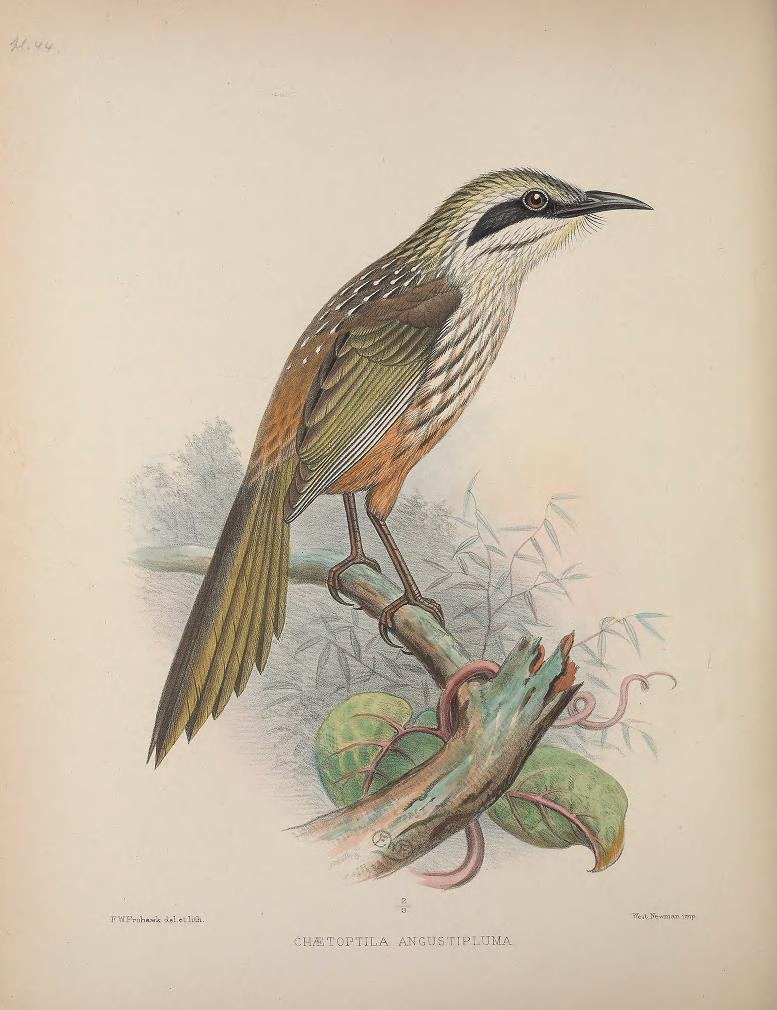
Chaetoptila angustipluma.

Alla famiglia vengono ascritti due generi, per un totale di cinque specie, tutte estinte:
Famiglia Mohoidae
- Genere Chaetoptila
  - Chaetoptila angustipluma (Peale, 1848) - kioea †.
- Genere Moho
  - Moho braccatus Cassin, 1855 - ‘O'o di Kauai †;
  - Moho apicalis Gould, 1861 - ‘O'o di Ohau †;
  - Moho bishopi (Rothschild, 1893) - ‘O'o di Bishop †;
  - Moho nobilis (Merrem, 1786) - ‘O'o di Hawaii †.

I generi Moho e Chaetoptila sono stati a lungo classificati, sulla base delle somiglianze morfologiche e delle comuni abitudini alimentari nettarivore, fra i Melifagidi australasiani o i Drepanidini: studi filogenetici del DNA hanno invece evidenziato un'inattesa affinità con la superfamiglia dei Bombycilloidea, in particolar modo con gli Ptiliogonatidi, ai quali questi uccelli sarebbero particolarmente prossimi.
I due generi sono stati pertanto aggregati ai Bombycilloidea come famiglia a sé stante.